# 가사문학초등학교
가사문학초등학교는 대한민국 전라남도 담양군 가사문학면 연천리에 있는 공립 초등학교이다.

## 학교 연혁
- 1929년 5월 12일 남면공립보통학교 개교(설립인가 5월 4일)
- 1938년 4월 1일 남면공립심상소학교로 개칭[1]
- 1941년 4월 1일 남면공립국민학교로 개칭[2]
- 1950년 4월 1일 남면국민학교로 개칭
- 1982년 3월 4일 병설유치원 설립인가
- 1993년 9월 1일 인암분교장[3] 본교로 편입
- 1996년 3월 1일 남면초등학교로 개칭[4]
- 2011년 3월 1일 인암분교장 통폐합
- 2019년 3월 1일 제31대 백수경 교장 부임
- 2020년 2월 14일 제90회 졸업(남4명,여5명,총2,078명)
- 2024년 3월 1일 가사문학초등학교로 교명 변경[5][6]

## 참고 자료
- 가사문학초등학교 - 한국교육학술정보원 학교알리미